# Dan Cole
Daniel Richard Cole (Leicester, 9 de mayo de 1987) es un exjugador británico de rugby que jugó toda su carrera para el club Leicester Tigers de la Premiership Rugby de Inglaterra, y para la Selección de rugby de Inglaterra. Cole era un jugador que se desempeñaba en la posición de pilar y era conocido por su capacidad de empuje en el scrum.

## Carrera

### Clubes
Cole debutó en partido oficial en octubre de 2007 contra Bath de la mano de Leicester Tigers, pero ese mismo año fue cedido a Bedford Blues. Al año siguiente tuvo la oportunidad de jugar la primera parte de la temporada con Leicester, pero en enero fue otra vez cedido, esta vez al Nottingham RFC.
Debido a las lesiones de Julian White y Martin Castrogiovanni, Cole acumuló una racha de partidos durante la temporada 2009-10 que lo llevó a ganar notoriedad, llegando a ser nombrado mejor jugador del partido contra London Wasps. De este modo Cole llega a un acuerdo con el club para firmar un nuevo contrato en 2010.
En este tiempo, Cole se ha proclamado campeón de la Premiership en dos ocasiones, en las temporadas 2009-2010 contra Saracens con un marcador de 33-27, y en la temporada 2012-2013 contra Northampton Saints con un marcador de 37-17.

### Internacional
Cole ha formado parte de la selecciones sub-18, sub-19 y sub-20, y en 2009 fue convocado por primera vez con la selección absoluta de Inglaterra en un partido contra Portugal. Ese mismo año participó en los tres partidos de la Churchill Cup.
Al año siguiente formó parte del equipo que compitió en el Torneo de las Seis Naciones de 2010, siendo el reemplazo de su compañero de equipo Julian White.
Su debut en el Seis Naciones se produjo contra Gales el 6 de febrero de 2010, ganando por 33-17 y su primer (y hasta la fecha único) ensayo se produjo en ese torneo en el partido contra Irlanda.
Desde entonces Cole se ha mantenido como uno de los jugadores fijos en el XV de la rosa.
En 2013 fue uno de los 37 jugadores seleccionados para representar a los Lions en la gira de 2013 British and Irish Lions por Australia.
En 2015 es seleccionado para formar parte de la selección inglesa que participa en la Copa Mundial de Rugby de 2015. En 2016 tras la llegada del seleccionador Eddy Jones se proclamaron campeones del seis naciones incluyendo el Gran Slam. En 2017 mantuvieron la racha de victorias que les hizo llevar hasta el récord de los All Black con 18 consecutivas, dando lugar a la consecución del 6 naciones, pero en la última jornada perdieron ante Irlanda perdiendo la posibilidad de alzarse con el Gran Slam
Fue seleccionado por Eddie Jones para formar parte del XV de la rosa en la Copa Mundial de Rugby de 2019 en Japón donde lograron vencer en semifinales, en el que fue el mejor partido del torneo, a los All Blacks que defendían el título de campeón, por el marcador de 19-7. Sin embargo, no pudieron vencer en la final a Sudáfrica perdiendo por el marcador de 32-12.

#### Participaciones en Copas del Mundo
| Mundial                       | Sede          | Resultado        | PJ | Tries |
| ----------------------------- | ------------- | ---------------- | -- | ----- |
| Copa Mundial de Rugby de 2011 | Nueva Zelanda | Cuartos de final | 5  | 0     |
| Copa Mundial de Rugby de 2015 | Inglaterra    | Primera fase     | 4  | 0     |
| Copa Mundial de Rugby de 2019 | Japón         | Subcampeón       | 6  | 0     |
| Copa Mundial de Rugby de 2023 | Francia       | 3er Puesto       | 5  | 0     |

## Palmarés y distinciones notorias
- Campeón de la Premiership Rugby de 2009, 2010, 2013 y 2022
- Campeón de la Anglo-Welsh Cup de 2007
- Campeón del Torneo de las Seis Naciones de 2011, 2016 y 2017
- Participó en la Gira de los British & Irish Lions por Australia de 2013.
- Seleccionado por los British and Irish Lions para la gira de 2017 en Nueva Zelanda[7]